# Territoire du Missouri
Pour les articles homonymes, voir Missouri.
1812–1821
Entités précédentes :
- Territoire de Louisiane

Entités suivantes :
- Territoire de l'Arkansas
- Missouri
- Territoire non-organisé

Le territoire du Missouri fut un territoire organisé des États-Unis qui a précédé, entre autres, la création de l'État du Missouri.

## Histoire
Le 4 juin 1812, le territoire de Louisiane, issu lui-même de la Louisiane française, prit le nom de territoire du Missouri afin de ne pas le confondre avec le nouvel État de Louisiane qui rejoignait l'Union cette année-là.
En 1818, une convention avec les Britanniques fixe définitivement la frontière avec le Canada en empruntant le tracé du 49e parallèle nord entre le lac des Bois et les montagnes Rocheuses. 
En 1819, le territoire de l'Arkansas fut séparé du territoire du Missouri.
Le 10 août 1821, l'État du Missouri se sépara du territoire du Missouri. Le reste du territoire devint non-organisé et comprenait les États actuels de l'Iowa, du Dakota du Nord, du Dakota du Sud et du Minnesota. La partie orientale de la rivière Missouri fut rattachée au territoire du Michigan.